# لوغان كونينغهام (القافز بالزانة)
لوغان كونينغهام (بالإنجليزية: Logan Cunningham)‏ هو القافز بالزانة أمريكي، ولد في 30 مايو 1991 في تكساس في الولايات المتحدة.

## وصلات خارجية
- لوغان كونينغهام على موقع الاتحاد الدولي لألعاب القوى (الإنجليزية)
- لوغان كونينغهام على موقع أوليمبيديا (الإنجليزية)
- لوغان كونينغهام على موقع اللجنة الأولمبية والبارالمبية الأمريكية (الإنجليزية)